# Sporhamarsfjall
Sporhamarsfjall är ett berg i republiken Island. Det ligger i regionen Västfjordarna, 220 km norr om huvudstaden Reykjavík. Toppen på Sporhamarsfjall är 648 meter över havet, eller 65 meter över den omgivande terrängen. Bredden vid basen är 1,5 km.
Trakten runt Sporhamarsfjall är nära nog obefolkad, med mindre än två invånare per kvadratkilometer. Närmaste större samhälle är Suðureyri, omkring 11 kilometer norr om Sporhamarsfjall. Trakten runt Sporhamarsfjall består i huvudsak av gräsmarker.